# Пливање на Летњим олимпијским играма 2024 — 100 м слободно за жене
Трке на 100 метара слободним стилом за жене на Летњим олимпијским играма 2024. одржале су се 30. јула (квалификације и полуфинале) и 31. јула (финале) на базену Дефанс арене у Паризу. Ова трка је тако по 28. пут била део званичног олимпијског програма од њеног званичног дебија на ЛОИ 1912. године. 
За трке у овој дисциплини била је пријављена 29 такмичарки из 24 земље.
Титулу олимпијске победнице освојила је Швеђанка Сара Шестрем, сребро је припало америћкој представници Тори Хаск, док је бронзана била Шивон Хохи из кинеског Хонгконга.

## Освајачи медаља
|                    | Резултат |                 | Резултат |                  | Резултат |
|                    |          |                 |          |                  |          |
| Сара Шестрем (SWE) | 52.16    | Тори Хаск (USA) | 52.29    | Шивон Хохи (HKG) | 52.33    |

## Званични рекорди
Пре почетка такмичења, званични рекорди у овој дисциплини су били следећи:
|                      | Име                | Резултат | Место                 | Датум         |
| -------------------- | ------------------ | -------- | --------------------- | ------------- |
| Светски рекорд СР    | Сара Шестрем (ШВЕ) | 51.71    | Будимпешта (Мађарска) | 23. јул 2017. |
| Олимпијски рекорд ОР | Ема Макион (АУС)   | 51.96    | Токио (Јапан)         | 30. јул 2021. |

## Квалификационе норме
Квалификациона норма за учешће у овој дисциплини износила је 53.61 и све такмичарке које су испливали трку у том времену на неком од званичних такмичења у периоду између 1. марта 2023. и 23. јуна 2024, стекле су право да учествују на Ирама у Паризу. У случају да довољан број пливача нема испливану квалификациону норму, следећи параметар је било селекционо време од 53.88. Свака од земаља је имала право да учествује са по максимално два такмичара по дисциплини, под условом да оба такмичара имају испливану квалификациону норму. Одређен број учесничких квота је попуњен на основу специјалних позивница земљама које немају квалификованих спортиста у пливању.

## Резултати квалификација
Квалификационе трке у дисциплини 100 метара слободно за жене су пливане 30. јула у јутарњем делу програма, са почетком од 12.47 часова по локалном времену (UTC+2). У квалификацијама је учествовало 29 пливачица из 24 земље, пливало се у 4 квалификационе групе, а директан пласман у полуфинале остварило је 16 пливачица са најбољим резултатима.
| Пласман | Трка | Стаза | Пливачица                | НОК                       | Резултат | Нап.   |
| ------- | ---- | ----- | ------------------------ | ------------------------- | -------- | ------ |
| 1.      | 2    | 4     | Сара Шестрем             | Шведска                   | 52.99    | КВ     |
| 2.      | 4    | 4     | Шивон Хохи               | Хонгконг                  | 53.02    | КВ     |
| 3.      | 2    | 5     | Јанг Ђуенсјуен           | Кина                      | 53.05    | КВ     |
| 4.      | 4    | 5     | Марит Стенберген         | Холандија                 | 53.22    | КВ     |
| 5.      | 3    | 4     | Моли Окалахан            | Аустралија                | 53.27    | КВ     |
| 6.      | 3    | 5     | Шејна Џек                | Аустралија                | 53.40    | КВ     |
| 7.      | 4    | 3     | Тори Хаск                | Сједињене Америчке Државе | 53.53    | КВ     |
| 8.      | 2    | 3     | Гречен Волш              | Сједињене Америчке Државе | 53.54    | КВ     |
| 9.      | 3    | 2     | Берил Гасталдело         | Француска                 | 53.65    | КВ     |
| 10.     | 3    | 3     | Ана Хопкин               | Уједињено Краљевство      | 53.67    | КВ     |
| 10.     | 4    | 1     | Кајла Санчез             | Филипини                  | 53.67    | КВ НР  |
| 12.     | 4    | 2     | Мари Вател               | Француска                 | 53.70    | КВ     |
| 13.     | 4    | 6     | Ву Ћингфенг              | Кина                      | 54.03    | КВ     |
| 14.     | 3    | 6     | Мишел Колеман            | Шведска                   | 54.10    | КВ     |
| 15.     | 4    | 7     | Нежа Кланчар             | Словенија                 | 54.12    | КВ     |
| 16.     | 2    | 2     | Меги Мак Нил             | Канада                    | 54.16    | КВ ОДД |
| 17.     | 2    | 6     | Барбора Семанова         | Чешка                     | 54.66    | КВ     |
| 18.     | 2    | 7     | Калија Андонију          | Кипар                     | 54.75    |        |
| 19.     | 3    | 1     | Снефридир Јоуринардоутир | Исланд                    | 54.85    |        |
| 20.     | 3    | 7     | Корнелија Фједкјевич     | Пољска                    | 55.25    |        |
| 21.     | 3    | 8     | Јана Павалић             | Хрватска                  | 55.77    |        |
| 22.     | 4    | 8     | Глорија Ана Музито       | Уганда                    | 55.95    |        |
| 23.     | 2    | 1     | Џилијан Крукс            | Кајманска Острва          | 56.15    |        |
| 24.     | 2    | 8     | Несрин Меџахед           | Алжир                     | 57.34    |        |
| 25.     | 1    | 4     | Пејџ ван дер Вестхујзен  | Зимбабве                  | 58.19    |        |
| 26.     | 1    | 3     | Тили Колимор             | Гренада                   | 58.84    |        |
| 27.     | 1    | 5     | Максин Енгер             | Боцвана                   | 58.98    |        |
| 28.     | 1    | 6     | Алека Килела Персауд     | Гвајана                   | 1:01.29  |        |
| 29.     | 1    | 2     | Рана Саделдин            | Судан                     | 1:04.72  |        |

## Резултати полуфинала
Полуфиналне трке су пливане 30. јула у вечерњем делу програма, са почетком од 21.33 часова по локалном времену. Директан пласман у финале остварило је 8 такмичарки са најбољим резултатима.
| Пласман | Трка | Стаза | Пливачица        | НОК                       | Резултат | Нап. |
| ------- | ---- | ----- | ---------------- | ------------------------- | -------- | ---- |
| 1.      | 1    | 4     | Шивон Хохи       | Хонгконг                  | 52.64    | КВ   |
| 2.      | 1    | 3     | Шејна Џек        | Аустралија                | 52.72    | КВ   |
| 3.      | 2    | 3     | Моли Окалахан    | Аустралија                | 52.75    | КВ   |
| 4.      | 2    | 5     | Јанг Ђуенсјуен   | Кина                      | 52.81    | КВ   |
| 5.      | 1    | 5     | Марит Стенберген | Холандија                 | 52.86    | КВ   |
| 6.      | 2    | 4     | Сара Шестрем     | Шведска                   | 52.87    | КВ   |
| 7.      | 2    | 6     | Тори Хаск        | Сједињене Америчке Државе | 52.99    | КВ   |
| 8.      | 1    | 6     | Гречен Волш      | Сједињене Америчке Државе | 53.18    | КВ   |
| 9.      | 2    | 1     | Ву Ћингфенг      | Кина                      | 53.34    |      |
| 10.     | 1    | 7     | Мари Вател       | Француска                 | 53.38    |      |
| 11.     | 1    | 2     | Ана Хопкин       | Уједињено Краљевство      | 53.74    |      |
| 12.     | 1    | 1     | Мишел Колеман    | Шведска                   | 53.75    |      |
| 13.     | 1    | 8     | Барбора Семанова | Чешка                     | 53.94    |      |
| 14.     | 2    | 8     | Нежа Кланчар     | Словенија                 | 53.96    | = НР |
| 15.     | 2    | 7     | Кајла Санчез     | Филипини                  | 54.21    |      |
| 16.     | 2    | 2     | Берил Гасталдело | Француска                 | 54.29    |      |

## Резултати финала
Финална трка је пливана 31. јула у вечерњем делу програма, са почетком од 20.30 часова по локалном времену.
| Пласман | Стаза | Пливачица        | НОК                       | Резултат | Нап. |
| ------- | ----- | ---------------- | ------------------------- | -------- | ---- |
|         | 7     | Сара Шестрем     | Шведска                   | 52.16    |      |
| 2       | 1     | Тори Хаск        | Сједињене Америчке Државе | 52.29    |      |
| 3       | 4     | Шивон Хохи       | Хонгконг                  | 52.33    |      |
| 4.      | 3     | Моли Окалахан    | Аустралија                | 52.34    |      |
| 5.      | 5     | Шејна Џек        | Аустралија                | 52.72    |      |
| 6.      | 6     | Јанг Ђуенсјуен   | Кина                      | 52.82    |      |
| 7.      | 2     | Марит Стенберген | Холандија                 | 52.83    |      |
| 8.      | 8     | Гречен Волш      | Сједињене Америчке Државе | 53.04    |      |